# Rufus Thomas
Rufus Thomas (26. března 1917 Cayce, Mississippi, USA – 15. prosince 2001 Memphis, Tennessee, USA) byl americký zpěvák a komik.
V roce 2001 byl uveden do Blues Hall of Fame. Jeho píseň „Walking the Dog“ ze stejnojmenného alba z roku 1963 později nahrálo mnoho hudebníků, mezi něž patří John Cale, Aerosmith nebo The Rolling Stones. Jeho dcerou byla soulová zpěvačka Carla Thomas a synem klávesista Marvell Thomas. Zemřel na srdeční selhání ve svých čtyřiaosmdesáti letech.